# Jan Křtitel Mitrovský
Jan Křtitel Baltazar hrabě Mitrovský z Nemyšle (Johann Baptist Balthasar Graf Mittrowsky von Mittrowitz und Nemyschl) (28. ledna 1736, Vikštejn – 18. ledna 1811, Brno) byl moravský šlechtic a politik. Od mládí působil v zemské správě Moravy, v roce 1769 byl povýšen na hraběte. Na Moravě byl nakonec nejvyšším sudím a nejvyšším komořím. Věnoval se problematice hospodářského rozvoje a spolu s dalšími příbuznými patřil k výrazným osobnostem osvícenství na Moravě.

## Životopis
Pocházel ze starého šlechtického rodu Mitrovských z Nemyšle, narodil se jako nejmladší potomek z druhého manželství opavského zemského hejtmana Arnošta Matyáše Mitrovského (1677–1748). Studoval na rytířské akademii ve Vídni a na univerzitě v Lovani, mezitím absolvoval kavalírskou cestu po německých zemích a Nizozemí. Po návratu na Moravu začal v roce 1757 působit v moravské justici, v roce 1764 byl jmenován císařským komořím. Od roku 1765 působil u moravského zemského gubernia a v roce 1768 byl jmenován guberniálním radou. Spolu s dalšími příbuznými byl v roce 1769 povýšen do hraběcího stavu, téhož roku získal titul c. k. tajného rady. Od roku 1771 zastával funkci ředitele kanceláře moravského zemského gubernia a často zastupoval nepřítomného moravského zemského hejtmana Jana Kryštofa Blümegena. V letech 1776–1781 byl nejvyšším sudím na Moravě, poté byl až do smrti moravským nejvyšším zemským komořím (1783–1811).
Kromě kariéry ve vysokých funkcích se uplatnil též jako podnikatel a patřil také k významným osobnostem moravského osvícenství. Podporoval kulturní aktivity na Moravě, kde se zároveň prosazoval v hospodářském rozvoji. V roce 1770 spoluzakládal Moravskou zemědělskou společnost v Brně a stal se jejím prvním ředitelem. Později byl předsedou Moravské společnosti přírodních věd a vlastivědy, v roce 1804 se podílel na založení c. k. Moravsko-slezské společnosti pro povznesení orby, přírodovědy a vlastivědy. V Brně vedl proslulý salón kde se scházela moravská osvícenská společnost, sídlil v domě ve Starobrněnské ulici č.p. 7. Patřil také ke svobodným zednářům, v Brně spoluzakládal lóži U vycházejícího slunce (1782). Jejími členy byli i jeho nevlastní synovci Josef Antonín a Antonín Arnošt Mitrovští.

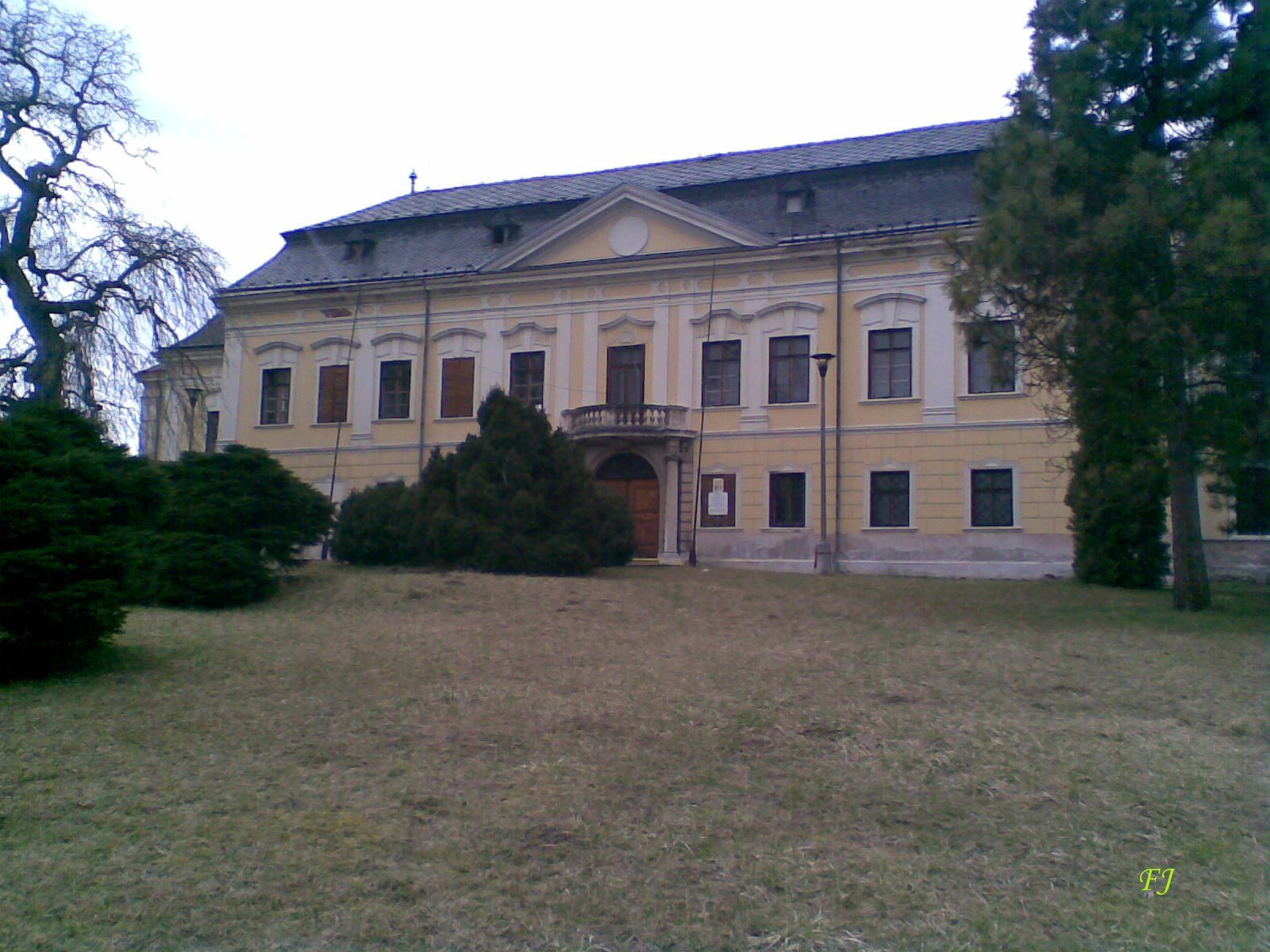
Zámek Žádlovice, sídlo Jana Křtitele Mitrovského od roku 1764

V roce 1764 koupil panství Žádlovice na severní Moravě, nechal upravit zdejší zámek a při úpravách zahrady a parku dal průchod svým botanickým zájmům. V Žádlovicích v roce 1768 založil textilní manufakturu, její provoz byl ale kvůli nízké kvalitě produkce a nezájmu zákazníků ukončen již v roce 1774. Podobně jako řada jiných aristokratů té doby prosazoval na svých statcích chov ovcí.
Byl dvakrát ženatý, jeho první manželkou se v roce 1764 stala hraběnka Marie Josefa Pergenová (1743–1796; její portrét je součástí prohlídkové trasy na zámku Lysice). Po ovdovění se o rok později v roce 1797 oženil s hraběnkou Marií Annou Ugartovou, ovdovělou Hausperskou z Fanalu (1737–1798), která zemřela již o rok později. Z prvního manželství pocházeli dva synové. Starší Alois (1765–1824) zdědil po otci Žádlovice, mladší Antonín Bedřich (1770–1842) patřil k významným rakouským státníkům první poloviny 19. století, byl mimo jiné moravským zemským hejtmanem a nejvyšším kancléřem.